# Cryptocentrus fasciatus
Cryptocentrus fasciatus är en fiskart som först beskrevs av Playfair, 1867.  Cryptocentrus fasciatus ingår i släktet Cryptocentrus och familjen smörbultsfiskar. Inga underarter finns listade i Catalogue of Life.